# Diocesi di Vico di Augusto
La diocesi di Vico di Augusto (in latino Dioecesis a Vico Augusti) è una sede soppressa e sede titolare della Chiesa cattolica.

## Storia
Vico di Augusto, forse identificabile con le rovine nei pressi di Sidi El Hani nel governatorato di Susa in Tunisia, è un'antica sede episcopale della provincia romana di Bizacena.
A questa diocesi africana può essere attribuito con certezza un solo vescovo, Pascasio, che partecipò al concilio di Cabarsussi, tenuto nel 393 dai massimianisti, setta dissidente dei donatisti, e ne firmò gli atti; i massimianisti sostenevano la candidatura di Massimiano sulla sede di Cartagine, contro quella di Primiano.
Morcelli, Toulotte e Mandouze assegnano a questa diocesi, con il beneficio del dubbio, il cattolico Asterio e il donatista Urbano, indicati come episcopi Vicensis, senza ulteriori indicazioni toponomastiche, negli atti della conferenza di Cartagine del 411, che vide riuniti assieme i vescovi cattolici e donatisti dell'Africa romana.
Dal 1933 Vico di Augusto è annoverata tra le sedi vescovili titolari della Chiesa cattolica; dal 17 gennaio 1998 il vescovo titolare è Alberto Campos Hernández, O.F.M., già vicario apostolico di San José del Amazonas.

## Cronotassi

### Vescovi residenti
- Pascasio † (menzionato nel 393)
- Asterio ? † (menzionato nel 411)
  - Urbano ? † (menzionato nel 411) (vescovo donatista)

### Vescovi titolari
- Nikol Joseph Cauchi † (24 febbraio 1967 - 20 luglio 1972 nominato vescovo di Gozo)
- Giulio Salimei † (6 ottobre 1973 - 3 gennaio 1998 deceduto)
- Alberto Campos Hernández, O.F.M., dal 17 gennaio 1998